# TV da Gente
TV da Gente é uma emissora de televisão brasileira sediada em Pacajus, cidade do estado do Ceará. Opera no canal 25.1 e é mantida pela Fundação Educativa Eduardo Sá. A emissora foi criada em 20 de novembro de 2005 pelo apresentador e cantor Netinho de Paula como a primeira do país destinada à população negra, tendo inicialmente retransmissão nacional a partir de Pacajus com produção de programação em São Paulo. No entanto, o projeto declinou cerca de dois anos depois, e o canal passou desde então a cobrir restritamente a Região Metropolitana de Fortaleza.

## História

### Antecedentes
Em 2005, foi anunciado que o apresentador e cantor Netinho de Paula pretendia inaugurar a TV da Gente como a primeira emissora do país formada e destinada à população negra, cujo projeto começou a ser desenvolvido cerca de quatro anos antes, quando um assessor seu soube que a Fundação Educativa Eduardo Sá, da cidade de Eusébio, no estado do Ceará, havia obtido uma concessão para operação de uma estação de TV na Região Metropolitana de Fortaleza e não tinha planos para utilizá-la. Desde então, após uma parceria de conteúdo ser solicitada por Netinho ao Ministério das Comunicações, foram aplicados doze milhões de reais no canal, sendo três milhões provindos de investidores angolanos em troca de repasse de conteúdo para a Televisão Pública de Angola. A geração do sinal da TV da Gente seria realizada pelo canal 19 UHF da cidade cearense de Pacajus com retransmissão nacional via satélite Brasilsat B1, e a produção da programação, concentrada em São Paulo, em um espaço no Bairro do Limão que serviu como sede da filial da Rede Manchete na capital paulista — por lá, o canal repetidor 50 UHF foi negociado com o Grupo Bandeirantes de Comunicação.

### Inauguração (2005)
A emissora entrou oficialmente no ar no dia 20 de novembro de 2005, em razão do Dia da Consciência Negra, ao meio-dia (no horário de Brasília). Em entrevista, Netinho afirmou:
| “ | Escolher esta data é uma opção mais histórica do que econômica (...). Quero fazer uma reparação histórica (...). O canal não tem apenas um lado social, tem também seu objetivo comercial (...). Se em 50 anos a TV não se interessou pelo negro, eu tentei, nestes cinco anos que faço TV, mudar isso. Agora, quero tornar o negro visível (...). Nosso País é marcado pela miscigenação racial. Mas o modelo atual de TV não representa a maioria dos brasileiros. A TV da Gente estréia, portanto, com a proposta de reunir, na telinha, todas as raças, apresentando programas que falam a linguagem do povo. Temos compromisso com a qualidade do que será exibido e, para isso, recrutamos os melhores profissionais do mercado, com larga experiência em televisão e comunicação. | ” |

Netinho firmou uma parceria com o Grupo Bandeirantes de Comunicação, que negociou o canal 50 para a transmissão da programação na capital paulistana. "A entrada da TV da Gente sob o guarda-chuva do Grupo Bandeirantes significa o compartilhamento das dificuldades e facilidades que envolvem todos os aspectos do nosso negócio. Assim como a Rede 21, a TV da Gente terá à disposição toda a massa de informações produzidas nos veículos do Grupo", falou o vice-presidente da Bandeirantes, Marcelo Meira.
De acordo com os responsáveis do canal, o objetivo da emissora é "mostrar a diversidade étnica do Brasil, garantindo programação de qualidade para a parcela da população que não se identifica com o que a televisão oferece, e reunir, na tela, todas as raças". Vai oferecer inicialmente seis horas de programação diária com atrações variadas destinados aos públicos infantil e feminino, além de telejornais e musicais, a maioria comandada por profissionais negros.
Inicialmente em fase experimental, tem seis horas de programação, das 9h às 15h (de seg. a sex.) e das 15h às 21h (sáb. e dom.).
Entre os seus contratados estavam Cinthya Rachel (ex-Castelo Rá-Tim-Bum, apresentadora de programa infantil), o cantor André Marinho (ex-Br'oz, apresentador de programa adolescente) e Hédio Silva Júnior (então secretário de Justiça e Defesa do Estado de São Paulo, apresentador do talk show sobre temas jurídicos).
Primeiros dias
No dia 21 de novembro, a emissora estreou os programas Turminha da Hora (infantil, apresentado por Cinthya Rachel), Encontro da Gente (feminino, apresentado por Adyel Silva), Notícias da Gente (jornalismo, apresentado por Cláudia Alexandre), Esporte da Gente (esportivo, apresentado por Pollyana Morbach) e O Grande Júri (jurídico, apresentado por Hédio Silva Júnior).
No dia 26 de novembro, a emissora estreou os programas "Quem Sabe Clica" (juvenil, apresentado por André Marinho e Marjorye Kohigashi), "Gente do Samba" (musical, apresentado por Kikinha Sorriso e Gleides Xavier) e "Hip Hop Show" (musical, apresentado por Paulo Brown e Juju Deden).
No dia 27 de novembro, a emissora estreou o programa esportivo "Papo Bom de Bola", apresentado por Wagner Prado, com os comentários de Müller, Gilmar de Almeida e três convidados a cada programa).
Em apenas uma semana no ar, ao contrário que se esperava, a TV da Gente tem sido alvo de duras críticas negativas do que positivas. Segundo seus críticos, a emissora é racista, pois os fóruns de discussão da Web brasileira estão cheios de comentários em que a emissora é classificada como sendo "de negros e para negros" e o projeto do Netinho de Paula é classificado como uma televisão "racista".
Contatado pelo Diário de Notícias, Netinho de Paula, explica que muitos órgãos de informação brasileiros "tiveram um entendimento equivocado do conceito":
| “ | Aproximadamente 50% dos funcionários [o canal dá emprego a cerca de 170 colaboradores diretos] são negros, enquanto os outros 50% compreendem orientais, brancos e índios. (...) o sonho é promover a integração étnica e jamais fomentar algum tipo de segregação(...). (...)[A TV da Gente] é um canal como outro, só que com uma estética diferente (...) nas demais emissoras em que, frequentemente [os negros], interpretam papéis secundários ou caricatos (...). | ” |

Não há dados de audiência relativos à primeira semana das transmissões. Netinho de Paula, afirma, no entanto, que recebeu "muitos e-mails e telefonemas de telespectadores que aprovaram a programação e querem ver a TV da Gente mais tempo no ar".
Os responsáveis pelo canal anunciaram que vão iniciar segunda etapa da emissora já em 2006, quando incluirá parcerias internacionais, com produtoras norte-americanas vocacionadas para conteúdos dirigidos a negros, como a Trace TV e a Black Family Channel. O negócio prevê a exibição de programas de hip-hop e de rap que fazem sucesso no mercado mundial, como Estados Unidos e Europa. Especializada em música, com produções na França, Japão, Alemanha e Estados Unidos, a Trace TV fornecerá clipes, programas de entrevistas e shows. Já Black Family Channel, do ex-boxeador Evander Holyfield, Marlon Jackson (ex-Jackson Five) e Robert Townsend, virá programas infantis e esportivos.
Repercussão internacional
A inauguração da TV da Gente, como primeira emissora destinado ao público negro, teve repercussão internacional. Foram publicados na França, Inglaterra, Equador, entre outros.[carece de fontes?]
Em dezembro, a emissora iniciava as atividades das 10h até 21hs30min (segunda às sextas) e nos fins de semanas das 11h até 22hs30min.

### Expansão, declínio e crise (2006)
Entre janeiro a abril de 2006, a emissora começa a expandir fora de São Paulo e Ceará: Cascavel (CE), Florianópolis (SC), Blumenau (SC), Lages (SC), Joinville (SC), Aracaju (SE), Teresina (PI), Governador Valadares (MG) e Uberaba (MG).
Em março, quando a sede da emissora muda das antigas instalações da extinta TV Manchete de São Paulo no bairro da Casa Verde para o antigo prédio da TV Globo São Paulo, na Praça Marechal Deodoro, surgem primeiros indícios da crise da emissora.
Em abril, Netinho anunciou que a TV da Gente será transferida para Bahia e produziria conteúdo local, tendo inclusive a cantora Margareth Menezes como apresentadora de um programa, além da produção de um programa educativo e um institucional. Entretanto, o acordo nunca se concretizou.
Em novembro, em meio à crise da emissora, o colunista Ricardo Feltrin, do Ooops!, afirma que Netinho de Paula, esteve com negociações com a RedeTV!, onde deverá apresentar um programa semanal nos mesmos moldes do extinto Domingo da Gente, apresentado por ele mesmo na Rede Record.
Também em novembro, às vésperas do Dia da Consciência Negra (20 de novembro), o canal começou a ser transmitido em Salvador, na Bahia pelo Canal 57 UHF.
Em 20 de novembro de completar um ano do ar, a emissora não traz audiência e com isso não atrai anunciantes, aliada a baixa potência do Canal 24 UHF em São Paulo. A produção foi reduzida a dois programas e o restante é produções independentes.
No início de dezembro, deixou de transmitir para Grande São Paulo, no canal 24. O motivo alegado pela assessoria foi o canal ser usado para testes de transmissão digital pela TVA e depois pela Telefônica e que voltaria no dia 18 daquele mês.
No final de dezembro, os empresários angolanos que sustentaram a TV da Gente, deixaram de serem investidores da emissora após fim do contrato.

### Perda de cobertura (2007)
Entre janeiro a fevereiro de 2007, a emissora desocupou o prédio da Praça Marechal Deodoro, onde funcionavam as antigas instalações da TV Globo em São Paulo e os últimos funcionários que ainda trabalhavam foram demitidos. O Canal 24 deixou ser exibido.
Em março, a emissora apresenta programas especiais produzidos pelo Instituto Itaú Cultural, voltados à divulgação de projetos que estimulam a identidade nacional. O acordo previa a exibição de 5 horas diárias de programação. A parceria permite à emissora exibir produções focadas em Educação e Cultura. Eram documentários e musicais inéditos como "Brasil 3x4", "Viagens na Literatura" e "Rumos da Dança", além de programas de entrevistas e variedades, como "Guerrilha" e "Jogos de Ideias", já veiculados pela TV Cultura.
Em maio, diante da grave crise e dos atrasos de pagamentos, a emissora resolveu deixar ser transmitida em sinal aberto por meio de via satélite e as poucas retransmissoras em outros estados, com exerção do Ceará, que passaram a gerar programação própria. As retransmissoras passaram a retransmitir a programação da TV Altiora, após acordo de arrendamento dos antigos detentores da TV da Gente, previsto durar um ano.
Com o fim das transmissões em via satélite e em sinal aberto para retransmissoras, ao contrário que se divulgava, a TV da Gente não acabou para quem mora em Pacajus e Cascavel, ambas cidades do Ceará. O canal 19, que era o antigo gerador da rede, serve exclusivamente para transmitir programas locais na cidade de Pacajus (CE), sustentando modesta programação própria, baseada em notícias locais e videoclipes.

### Atuação no Ceará (desde 2008)
Em 2008, um ano após o fim do acordo da TV da Gente com a TV Altiora, todas as retransmissoras da rede (entre elas o canal 57 UHF de Salvador, arrendado à Abril Radiodifusão) passaram a transmitir a programação da Rede Família, pertencente ao empresário e líder religioso Edir Macedo. No mesmo ano, a emissora se transferiu para canal 40 UHF de Cascavel, exibindo programação local, incluindo o Repórter Cidadão (exibido de segunda à sábado, às 11h), com a apresentação de R.B. Firmo, que tinha se tornado proprietário da mesma.
Em 2013, os estúdios da emissora voltam para Pacajus. Em 2014, da direção da TV da Gente anuncia que a mesma passará a transmitir em 90% do estado, além da ampliação de seus estúdios, o que não se concretizou. Já em 2016, também foi anunciado que a mesma estaria realizando testes no canal 42 UHF digital, para passar a cobrir 12% do Ceará.
Reestruturação da emissora (desde 2017)
Em entrevista transmitida ao vivo para o programa Multi Perfil, no dia 4 de setembro de 2017, Netinho de Paula anunciou que as transmissões da emissora seriam interrompidas a partir de 26 de setembro para a implantação de seu sinal digital. No dia 14 de dezembro, foi realizado um coquetel de lançamento, no Marina Park Hotel, no bairro Moura Brasil, em Fortaleza. Segundo Netinho de Paula, "não há a mínima intenção de disputar por uma audiência conquistada a qualquer custo. Acima de tudo somos uma fundação educativa cujo crivo de conteúdo passa pela direção da Faculdade Anísio Teixeira". Além disso, ele afirma que, por se tratar de um canal educativo, pretende se expandir além da TV a cabo, criando parcerias com canais de cidadania em vários municípios brasileiros. Para uma ampla divulgação, a emissora contará com a parceria da Expresso FM, que realiza a campanha "Expresso da Gente", além de locutores da rádio que passariam a integrar a nova programação.
O sinal retornou no dia 18 de dezembro, mas em caráter experimental, sendo captado apenas em localidades próximas a Pacajus. No dia 9 de janeiro, a emissora lançou seu novo site, contendo apenas a transmissão ao vivo. No mesmo dia, passou a exibir, em looping, a entrevista com Netinho de Paula, institucionais da nova programação, e chamadas com os apresentadores anunciando seus respectivos programas. Nesse meio tempo, a emissora anuncia várias datas do lançamento oficial, todas sem concretização, e marcadas por adiamentos. No mês de março, a emissora passa a exibir animações e filmes para os testes de alcance do sinal.
Em abril, a emissora inicia os testes em seu novo transmissor digital, realizando medições de alcance de sinal, passando a retransmitir, provisoriamente, a programação de uma de suas parceiras, a TV Urbana de Porto Alegre. A parceria com a emissora gaúcha durou pouco tempo. Em maio, o canal começa a lançar sua nova grade de programação.
Em agosto, a emissora volta a suspender sua programação. Em 10 de novembro, a TV da Gente retorna a Fortaleza através de uma retransmissora local que serve como reuso do no canal 25, mas em caráter experimental, sendo captado até em municípios próximos. Posteriormente foi anunciado o início das atividades oficiais da emissora para 2 de janeiro de 2019, com quatro programas produzidos ao vivo que seriam exibidos entre 9h e 15h. Com o passar dos meses, gradativamente, foram lançadas novas atrações na grade.
Em 20 de janeiro de 2020, a TV da Gente passou retransmitir parte da programação da TV Gazeta na grade.
A partir do segundo semestre do mesmo ano, a emissora começa a ter instabilidades em sua programação, saindo do ar várias vezes. Uma delas foi devido à cobrança de um débito pela Enel Distribuição Ceará, companhia de energia elétrica do estado, à sua fundação mantenedora. Segundo Netinho de Paula, tal cobrança seria uma falha da distribuidora. Uma parceria com uma produtora de Maracanaú até chegou a ser feita. Em maio de 2021, é anunciado que a emissora voltaria a ser sediada em Pacajus, sendo administrada por RB Firmo, que já tinha dirigido o canal quando era sediado na cidade da região metropolitana.
No início de 2022, a estação geradora em Pacajus passou a ser identificada como TV da Gente Vale do Caju. Em 30 de abril, foi realizada uma cerimônia para simbolizar o relançamento da emissora em sua sede na cidade, transmitida ao vivo.

## Controvérsias

### Canal de negros para negros
Há quem diga que o principal motivo do fracasso da emissora foi ter vendido um canal "de negros para negros", ao invés de "uma TV feita por negros para mostrar a diversidade étnica do país".[carece de fontes?] Segundo muitos estudiosos adeptos da causa negra, mas não só dela, a falta de patrocínio e de incentivo por parte do governo foram cruciais para que a emissora acabasse por deixar de existir, e a mídia, de um modo geral, sequer teria revelado à população o que ocorria.[carece de fontes?]
Muitos estudiosos da causa negra, como o professor da UFMT de história social e doutor pela USP Flávio Antônio da Silva Nascimento, alegam que não houve grande interesse, da parte do governo brasileiro nem das empresas nacionais, em levar a frente um canal de televisão para a consciência do povo brasileiro, que é predominantemente de afro-descendentes (negros que têm, também, outras ascendências):[carece de fontes?]
| “ | Em um país cujas emissoras de televisão mostram, na imensa maioria das vezes, os negros brasileiros nos papéis mais estereotipados tais como jogadores de futebol, pagodeiros e sambistas, ou seja, em um país historicamente marcado por colocar o negro em papéis secundários e estereotipados não só na mídia, como também no mercado de trabalho, dificilmente haveria interesses substanciais da parte do governo ou de empresários nacionais em levar uma iniciativa como a de Netinho adiante. Muito pelo contrário, tentariam sufocar a causa antes que a consciência, não só negra como de todos os brasileiros, se espalhasse e engrandecesse.[carece de fontes?] | ” |

### Irregularidades
Em fevereiro de 2012, o jornal Folha de S.Paulo e a revista Veja noticiaram que o Ministério Público do Ceará está investigando a TV da Gente por suspeita de ter sido usada em desvios de recursos realizados pela Prefeitura de Pacajus.
A investigação do MP-CE começou em dezembro de 2011 e tem como alvo a Fundação Educativa Eduardo Sá, detentora da concessão da TV, comandada pelo empresário Levi de Paula, que é filho do vereador Netinho de Paula. Segundo o promotor Ythalo Frota Loureiro, o objetivo da investigação é apurar o funcionamento da fundação, cujo registro foi feito em outro município cearense.
A emissora entrou no ar em 2007 na cidade de Pacajus, na região metropolitana de Fortaleza, onde era administrada por auxiliares do ex-prefeito Pedro José Philomeno (PSDB). Reeleito em 2008, ficou na frente da prefeitura até dezembro de 2011, quando foi preso juntamente com secretários municipais e vereadores em operação da Polícia Civil e do Ministério Público Estadual. Eles são acusados de desviar R$ 9 milhões dos cofres da cidade por meio de fraudes em licitações e contratos superfaturados.
O vereador Netinho de Paula não se manifestou, apesar dos pedidos de entrevistas, mas o gabinete da Câmara se limitou a dizer que ele está ocupado para gravar programa de TV. Já o ex-prefeito de Pacajus, por intermédio do advogado, Hélio Leitão Neto disse, que o ex-prefeito foi e que não foi notificado da investigação do Ministério Público sobre a TV, pois os contratos não fazem parte da operação que levou seu cliente à prisão.
Não é a primeira vez que a emissora é alvo de denúncias. Em 2007, o Tribunal de Contas do Estado já havia apontado irregularidade em contratos de propaganda da prefeitura com a fundação e quem chefiava a fundação era Sérgio Ricardo de Mello Santos, sócio de Netinho de Paula. Em 2008, a Justiça Eleitoral começou a investigar irregularidades após as eleições municipais que reelegeram Pedro Philomeno, que é ligado à emissora, mas a Justiça Eleitoral arquivou o caso em 2011 por falta de provas, pouco antes de estourar a operação policial.

## Sinal
Em maio de 2006, o canal 50 UHF de São Paulo passou a transmitir a Canção Nova até 2010, quando passou ser a RBTV.
Em março de 2007, o sinal analógico do Canal 24 UHF em São Paulo saiu do ar de novo, levando o Ministério das Comunicações a cassar concessão do canal posteriormente repassar para a TV Cultura em transmissão em sinal digital no final do mesmo ano.
Em maio do mesmo ano, os canais de Florianópolis, Blumenau, Lages, Joinville, Aracaju, Teresina, Governador Valadares e Uberaba passaram a transmitir a TV Altiora, que um ano depois, em maio de 2008, passaram a transmitir a Rede Família, que pertence ao empresário Edir Macedo.

### Sinal digital
| Canal virtual | Canal digital | Proporção de tela | Programação                |
| ------------- | ------------- | ----------------- | -------------------------- |
| 25.1          | 25 UHF        | 1080i             | Programação da TV da Gente |

O sinal digital da TV da Gente entrou no ar de forma experimental em 18 de dezembro de 2017, pelo canal 42 UHF (11.1 virtual). Neste período, o sinal só pode ser captado em áreas próximas a Pacajus (cidade de concessão da emissora). Em abril de 2018, com a instalação de um novo transmissor, a emissora começou a realizar testes de alcance de sinal, esperando a liberação do MCTIC e da ANATEL para o lançamento oficial do sinal.
Em 25 de junho, a ANATEL realizou uma consulta pública, onde foi proposta a mudança de canal da TV da Gente (do 42 para o 25 UHF), que serviria como reuso do canal em Pacajus para a liberação do mesmo em Fortaleza. A mudança ocorreu em definitivo em 10 de novembro, quando voltou ao ar experimentalmente pelo novo canal. A autorização do reuso do canal foi oficializada em 23 de janeiro de 2019.
Transição para o sinal digital
A TV da Gente cessou suas transmissões através do canal 19 UHF em 26 de setembro de 2017 (um dia antes do desligamento oficial do sinal analógico de televisão na Grande Fortaleza) para uma reformulação em sua programação, ficando sem operar até dezembro, quando iniciou os testes do canal digital.